# 6906 Johnmills
6906 Johnmills eller 1990 WC är en asteroid i huvudbältet som upptäcktes den 19 november 1990 av den australiensiske astronomen Robert H. McNaught vid Siding Spring-observatoriet. Den är uppkallad efter astronomen John Mills.
Asteroiden har en diameter på ungefär 11 kilometer och den tillhör asteroidgruppen Chloris.